# 徳島県立城北高等学校
徳島県立城北高等学校（とくしまけんりつ じょうほくこうとうがっこう, 英: Tokushima Prefectural Johoku High School）は、徳島県徳島市北田宮にある県立高等学校。

## 概要
歴史
1941年（昭和16年）に開校した「徳島県立渭城中学校」（旧制中学校、渭城の読みは「いじょう」）を前身とする。2011年（平成23年）に創立70周年を迎えた。
設置課程・学科
全日制課程 普通科

## 沿革
旧制中学校・新制高等学校（男子校）時代
- 1941年（昭和16年）
  - 2月 - 岡田勢一の寄附金により、「徳島県立渭城中学校」の設立が認可される。
  - 4月 - 徳島市千松国民学校（現・徳島市立千松小学校）において開校式を挙行。同校内に仮校舎を設置。第1回入学者数は165名。
- 1942年（昭和17年）4月 - 校舎の一部完成と共に仮校舎から新校舎に移転。
- 1943年（昭和18年）7月 - 校舎落成式を挙行。
- 1945年（昭和20年）3月 - 第1回卒業式を挙行（もともと修業年限は5年であったが、戦時中に修業年限が4年に短縮された。戦後5年に戻る。）
- 1947年（昭和22年）4月1日 - 学制改革（六・三制の実施）
  - 旧制中学校の生徒募集を停止。
  - 新制中学校を併設し（以下・併設中学校）、旧制中学校1・2年修了者を新制中学2・3年生として収容。
  - 併設中学校はあくまで暫定的措置として設置されたため、新たに生徒募集は行われず、在校生が2・3年生のみの中学校であった。
  - 旧制中学校3・4年修了者はそのまま旧制中学4・5年生となる。
- 1948年（昭和23年）4月1日 - 学制改革（六・三・三制の実施）により、旧制中学校は廃止され、新制高等学校「徳島県徳島第二高等学校」（男子校）が発足。
  - 旧制中学校卒業生（希望者）を新制高校3年生、旧制中学4年修了者を新制高校2年生として編入する。併設中学校卒業者を新制高校1年生とする。
  - 併設中学校は新制高等学校に継承される。在校生が1946年（昭和21年）4月に旧制中学校に入学した3年生のみとなる。
- 1949年（昭和24年）3月31日 - 最後の卒業生を送り出し、併設中学校を廃止。

新制高等学校（男女共学）
- 1949年（昭和24年）4月1日 - 高校三原則に基づく徳島県内公立高校再編により「徳島県城北高等学校」と改称。男女共学を開始。
  - 徳島県徳島女子高等学校（現・徳島県立城東高等学校）と定員の入れ替えを行い、男女共学を開始。
- 1950年（昭和25年）4月1日 - 総合制実施により、徳島県城東高等学校から商業課程が移管される。
- 1952年（昭和27年）10月 - 商業課程が分離し、徳島県徳島商業高等学校として独立。
- 1954年（昭和29年）5月 - 校歌・校旗を制定。
- 1956年（昭和31年）4月1日 - 「徳島県立城北高等学校」（現校名）と改称（県の後に「立」が加えられる）。
- 1961年（昭和36年）7月 - 創立20周年記念図書館が完成。
- 1963年（昭和38年）9月 - プールが完成。
- 1964年（昭和39年）
  - 3月 - 定員の急増に伴い、鉄筋4教室が完成。
  - 12月 - 運動場を拡張。
- 1965年（昭和40年）
  - 2月 - 人形会館が完成。
  - 9月 - 体育館兼講堂（第一期工事）が完成。
- 1966年（昭和41年）5月 - 創立25周年を記念し、校是「為せば成る」を制定。
- 1968年（昭和43年）2月 - 体育館武道場と意志（石）の山が完成。
- 1970年（昭和45年）
  - 2月 - 自転車置き場が完成。
  - 5月 - 鉄筋コンクリート造5階建ての本館・北館が完成。
  - 9月 - 体育倉庫が完成。
- 1971年（昭和46年）
  - 3月 - 弓道場、天体観測用ドームが完成。
  - 6月 - 食堂が完成。
  - 7月 - 岡田記念館を整備。前庭造園が完成。
  - 12月 - 創立30周年を記念して中庭造園が完成。
- 1972年（昭和47年）
  - 4月 - 徳島市内普通科高校4校（城北・城南・城東・市立高）において総合選抜入試を開始。
  - 11月 - 創立者岡田勢一追悼式を挙行。
- 1978年（昭和53年）7月 - 研修館・岡田記念館が完成。
- 1980年（昭和55年）5月 - 本館と図書館の間に渡り廊下を新設。
- 1981年（昭和56年）
  - 9月 - 創立40周年を記念して校歌碑が完成。
  - 11月 - 第1回訪中団が咸陽中学を訪問。
- 1983年（昭和58年）2月 - 知の泉の噴水が完成。
- 1986年（昭和61年）
  - 3月 - 校門前通学路にケヤキ並木を記念植樹。
  - 4月 - 特色ある学校づくりにより、人形会館を充実。
- 1989年（平成元年）5月 - ライフル射撃場が完成。
- 1992年（平成4年）2月 - 新体育館兼講堂が完成。
- 1994年（平成6年）11月 - 城北高等学校讃歌「未来へ」を制定。
- 2004年（平成16年）4月 - 総合選抜制が廃止され、単位制へ移行。
- 2015年（平成27年）8月 - 校内に併設されている徳島県立城北高等学校人形会館が徳島市指定有形文化財に指定。

## 最寄駅
- JR徳島線: 佐古駅

## 学園祭
「城北祭」と呼ばれ、毎年9月に行われている。

## 著名な出身者
- 大杉漣 - 俳優、タレント
- 遠藤彰良 - 徳島市長、元四国放送アナウンサー
- くすのきしげのり - 児童文学作家（創立70周年 記念講演 講師）
- 小泉享亮 - ミュージシャン
- 城福浩 - サッカー選手、サッカー指導者
- 田中啓二 - 生物学者、東京都医学総合研究所理事長、文化功労者、日本学士院賞
- 西木ファビアン勇貫 - お笑い芸人
- 林敏之 - ラグビー選手、元ラグビー日本代表、神戸製鋼コベルコスティーラーズ
- 原秀樹 - 政治家、元徳島市長
- 村生ミオ - 漫画家
- 三好和義 - 写真家
- 矢野和彦 - 文部科学官僚
- 矢野良子 - バスケットボール選手
- 山本渚 - 小説家
- 吉岡仁美 - モデル、女優、タレント、フルーティスト